# دانيال بينكني باركر
دانيال بينكني باركر (بالإنجليزية: Daniel Pinckney Parker)‏ هو تاجر أمريكي، ولد في 30 أغسطس 1781 في Southborough, Massachusetts ‏ في الولايات المتحدة، وتوفي في 31 أغسطس 1850 في بوسطن في الولايات المتحدة.